# RavenDB
Chronologie des versions
1.0, 2.0, 2.5, 3.0, 3.5, 4.0, 4.1
RavenDB est une base de données open-source entièrement ACID orientée documents, écrite en C#, développée par Hibernating Rhinos Ltd,,,,,. Elle est multiplateforme, prise en charge par Windows, Linux et Mac OS. RavenDB stocke les données sous forme de documents JSON et peut être déployée dans des clusters distribués avec réplication multi-maître.

## Historique
Initialement nommé Rhino DivanDB,, le projet RavenDB de Oren Eini (alias Ayende Rahien), a été lancé en 2008 et développé par Hibernating Rhinos Ltd. La société affirme qu'elle a été la première base de données orientée documents à s'exécuter nativement sur le framework .NET,,,. Elle a été la première base de données de documents ACID,,.
En 2019, Hibernating Rhinos a commencé à proposer RavenDB comme service cloud nommé RavenDB Cloud,,.

## Historique des versions
| Version | Date          | Fonctionnalités ajoutées (liste partielle)                   |
| ------- | ------------- | ------------------------------------------------------------ |
| 1.0     | Mai 2010      |                                                              |
| 2.0     | Janvier 2013  | Réplication,                                                 |
| 2.5     | Juin 2013     | Projections; recherche facettée                              |
| 3.0     | Novembre 2014 | Java API; Voron storage engine,                              |
| 3.5     | Octobre 2016  | Clustering                                                   |
| 4.0     | Février 2018  | Devenu multiplateforme; disponible avec une licence gratuite |
| 4.1     | Août 2018     | Transactions à l'échelle du cluster,                         |
| 4.2     | Mai 2019      | Interrogation de graphes                                     |

- Rouge : Non pris en charge
- Vert : Pris en charge

### Architecture du système
Les données sont stockées au format JSON sous forme de documents sans schéma,,,,,,. Au niveau du stockage, les documents sont écrits dans un format binaire appelé blittable. Les documents sont regroupés en collections, chaque document ayant exactement une collection[pas clair],.

### Intérieur RDB4
Les bases de données peuvent être déployées sur un cluster distribué de serveurs (appelés «nœuds») au moyen de la réplication multi-maître, Certaines opérations[Lesquelles ?] au niveau du cluster nécessitent le consensus d'une majorité de nœuds; le consensus est déterminé en utilisant une implémentation de l'algorithme Raft appelé Rachis. Les tâches sont réparties entre les différents nœuds de manière équilibrée,.
Les versions 1.0 à 3.5 prenaient en charge le sharding, mais pas les versions 4.0+,,,,.
À l'origine, RavenDB utilisait le moteur de stockage Esent,,. La version 3.0 a introduit Voron, un moteur de stockage personnalisé supplémentaire,.
Les clients sont pris en charge pour C#, C++, Java, NodeJS, Python, Ruby et Go.

## Caractéristiques principales
- Transactions ACID à l'échelle du cluster - Les transactions ACID peuvent être exécutées dans le champ d'un cluster[pas clair] (en plus des transactions à nœud unique). La transaction ne sera enregistrée que si elle est confirmée par un consensus de nœuds ; dans le cas contraire, la transaction sera annulée irréversiblement[1],[14].
- Compteurs distribués[33],[34]

### Index et interrogation
Les requêtes sont exprimées en LINQ ou avec un langage de requête personnalisé nommé RQL (pour Raven Query Language) avec une syntaxe similaire à SQL,,.
- Index dynamiques - dans RavenDB, une réponse peut être donnée à la requête uniquement par un index ; si aucun index approprié n'existe, un nouvel index est créé pour satisfaire la requête[1],[11],[35],[19],[20],[6]
- Requête de graphes - les documents liés peuvent être traités comme des vertex dans un graphe, avec les connexions traitées comme des liens. Cela permet de créer des requêtes récursives[33],[34],[36].
- Projection - les index peuvent être configurés pour transformer les données indexées, effectuer des calculs, effectuer des agrégations et exécuter du code javascript côté serveur[1],[3],[37].
- Recherche de texte intégral - à bas niveau, les données sont indexées avec Lucene.net, ce qui signifie que les index prennent en charge la recherche de texte intégral[1],[13],[19],[20],[38],[39].

## RavenDB Cloud
RavenDB Cloud, lancée en 2019 sur AWS, Azure et GCP, est une base de données gérée en tant que service. Le service effectue des tâches administratives telles que la maintenance du matériel et la sécurité des utilisateurs. Il est pourvu d'une fonction partage des ressources CPU entre les différents nœuds d'un cluster pour éviter les ralentissements,,.

## Licence
RavenDB est open-source sous une licence AGPLv3. Elle est disponible avec une licence gratuite et une licence commerciale.